# بيل دانيلز
بيل دانيلز (بالإنجليزية: Bill Daniels)‏ هو شخصية أعمال أمريكي، ولد في 1 يوليو 1920 في غريلي في الولايات المتحدة، وتوفي في 7 مارس 2000.